# Weitefeld
Weitefeld é um município da Alemanha localizada no distrito de Altenkirchen, na associação municipal de Verbandsgemeinde Daaden, no estado da Renânia-Palatinado.

## População
| - 1815 – 444 - 1835 – 669 - 1871 – 800 - 1905 – 1.092 - 1939 – 1.310 | - 1950 – 1.558 - 1961 – 1.714 - 1970 – 2.065 - 1987 – 2.039 - 2005 – 2.458 |

## Política
|      | SPD | CDU | FWG | Total       |
| 2009 | 7   | 4   | 5   | 16 Cadeiras |
| 2004 | 6   | 5   | 5   | 16 Cadeiras |